# 100 First Plaza
Le 100 First Plaza est un gratte-ciel de 136 mètres de hauteur construit à San Francisco dans le district financier en Californie aux États-Unis en 1988.
La hauteur du toit est de 117 mètres.
L'immeuble abrite des bureaux sur 27 étages.
L'architecte est l'agence de San Francisco Heller & Leake (appelée aujourd'hui Heller Manus) qui a construit l'immeuble dans un style post-moderne.